# Txernivtsí
Txernivtsí (en ucraïnès, Чернівці (t͡ʃerɲiu̯ˈt͡sʲi); en alemany Czernowitz; en polonès Czerniowce; en romanès Cernăuţi; en rus Черновцы, transcrit: Txernovtsy) és una ciutat d'Ucraïna, capital de l'óblast de Txernivtsí, al sud-oest del país. Segons dades del 2001 la ciutat tenia 240.600 habitants.

## Geografia
La ciutat està situada a la ribera del riu Prut, un afluent del Danubi, i va ser durant segles un dels centres de la regió històrica de la Bucovina, dividida actualment entre Ucraïna i Romania.
Amb Lviv, Txernivtsí és considerada com un dels grans centres culturals de l'oest del país, així com un dels principals nuclis del coneixement i la cultura de la moderna Ucraïna. Històricament, la seva importància a nivell cultural i arquitectònica va fer que la ciutat es guanyés el sobrenom de la «Petita Viena».
La ciutat és també un important centre d'encreuament de línies ferroviàries i de carreteres a la regió, i disposa d'un aeroport internacional proper a la ciutat.

## Demografia

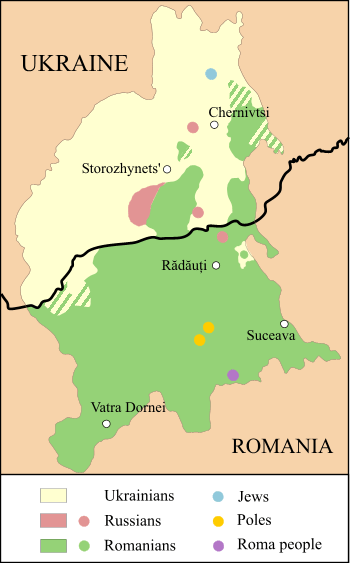
Divisions ètniques a la Bucovina moderna

Segons el darrer cens del govern ucraïnès, efectuat el 2001, la població de Txernivtsí era de 236.700 habitants, amb 65 nacionalitats diferents. La distribució ètnica era la següent:
- Ucraïnesos: 189.000 (79,8%)
- Russos: 26.700 (11,3%)
- Romanesos: 10.500 (4,4%)
- Moldaus: 3.800 (1,6%)
- Polonesos: 1.400 (0,6%)
- Jueus: 1.300 (0,6%)
- Altres nacionalitats: 2.900 (1,2%)

| Distribució ètnica de Txernivtsí (1857-1910) Dades dels censos de l'Imperi austrohongarès |                |                |       |                   |                    |
| Any                                                                                       | Població total | Població jueva | %     | Població romanesa | Població ucraïnesa |
| 1857                                                                                      | ca. 22.000     | 4.678          | 21,6% | 9.177             | 4.133              |
| 1869                                                                                      | ca. 34.000     | 9.552          | 28,2% | 5.999             | 5.831              |
| 1880                                                                                      | ca. 46.000     | 14.449         | 31,7% | 6.431             | 8.232              |
| 1890                                                                                      | ca. 54.000     | 17.359         | 32,0% | 7.624             | 10.385             |
| 1900                                                                                      | ca. 68.000     | 21.587         | 31,9% | 9.400             | 13.030             |
| 1910                                                                                      | ca. 87.000     | 28.613         | 32,8% | 13.440            | 15.254             |

Històricament la ciutat ha estat força multinacional. Així, la ciutat va arribar a acollir una comunitat jueva de més de 50.000 persones poc abans de la Segona Guerra Mundial. En finalitzar, menys d'un terç havien sobreviscut als pogroms i les deportacions. D'altra banda, la comunitat romanesa de Txernivtsí va decréixer ràpidament a partir de 1950, a causa de les deportacions soviètiques a Sibèria (molts van morir allà) i la fugida de molts a Romania. La minoria que quedà fou assimilada en un ràpid procés de russificació. Avui dia la població romanesa continua disminuint com a resultat d'aquesta assimilació cultural i l'emigració a Romania.

## Fills il·lustres
- Eusebius Mandyczews-ki (1858-[...?]) músic i musicòleg.
- Mila Kunis, actriu.
- Rose Ausländer (1901-1988) poeta.
- Paul Celan (1920-1970) poeta, traductor i escriptor.

## Ciutats agermanades
El municipi de Txernivtsí està agermanada amb les següents localitats:
- Klagenfurt, Àustria
- Konin, Polònia
- Natzaret Il·lit, Israel
- Pleven, Bulgària
- Podolsk, Rússia
- Salt Lake City, Utah (Estats Units)
- Saskatoon, Saskatchewan (Canadà)
- Suceava, Romania

## Galeria d'imatges

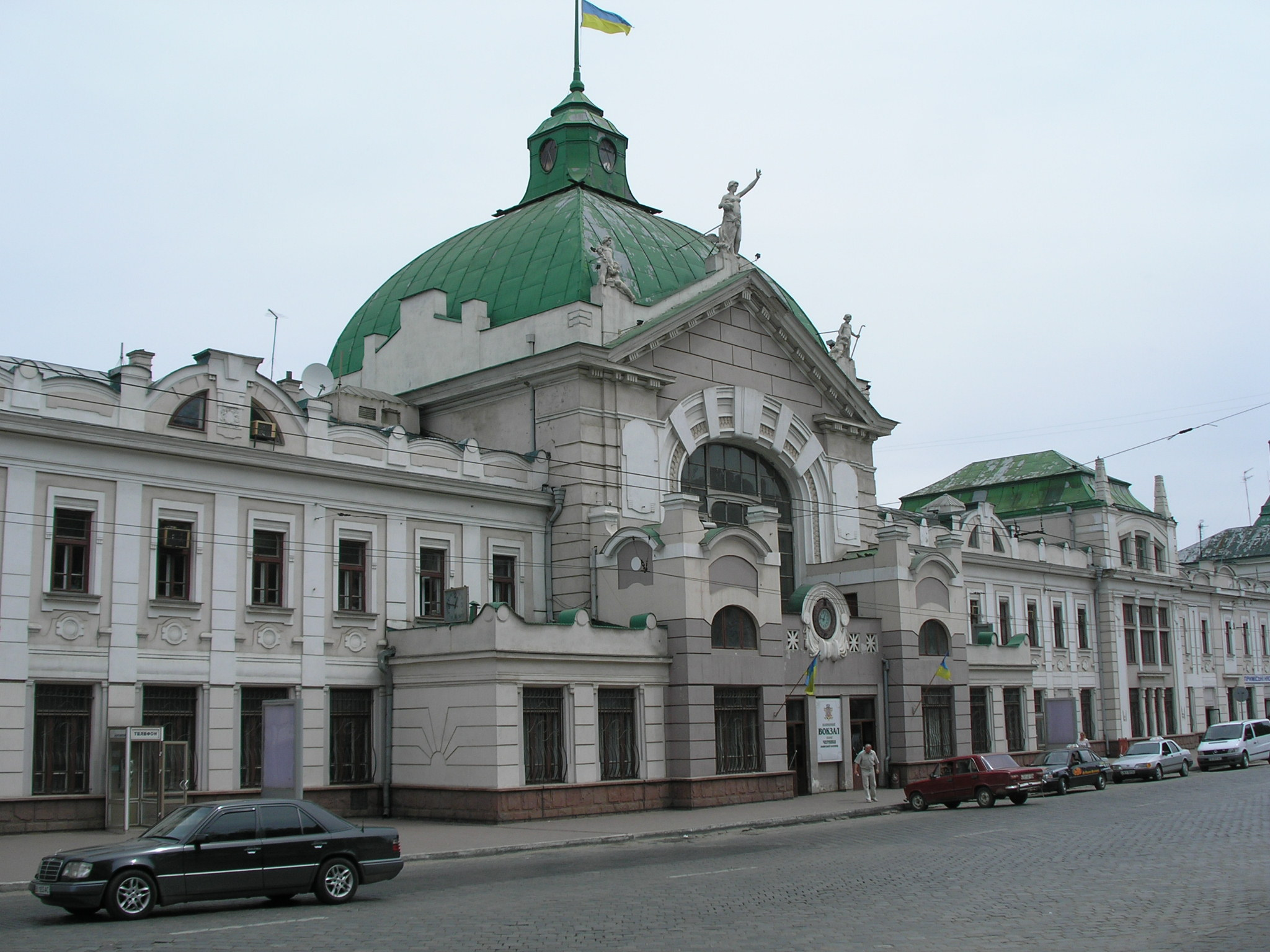
Estació de Txernivtsí, construïda durant el període austrohongarès
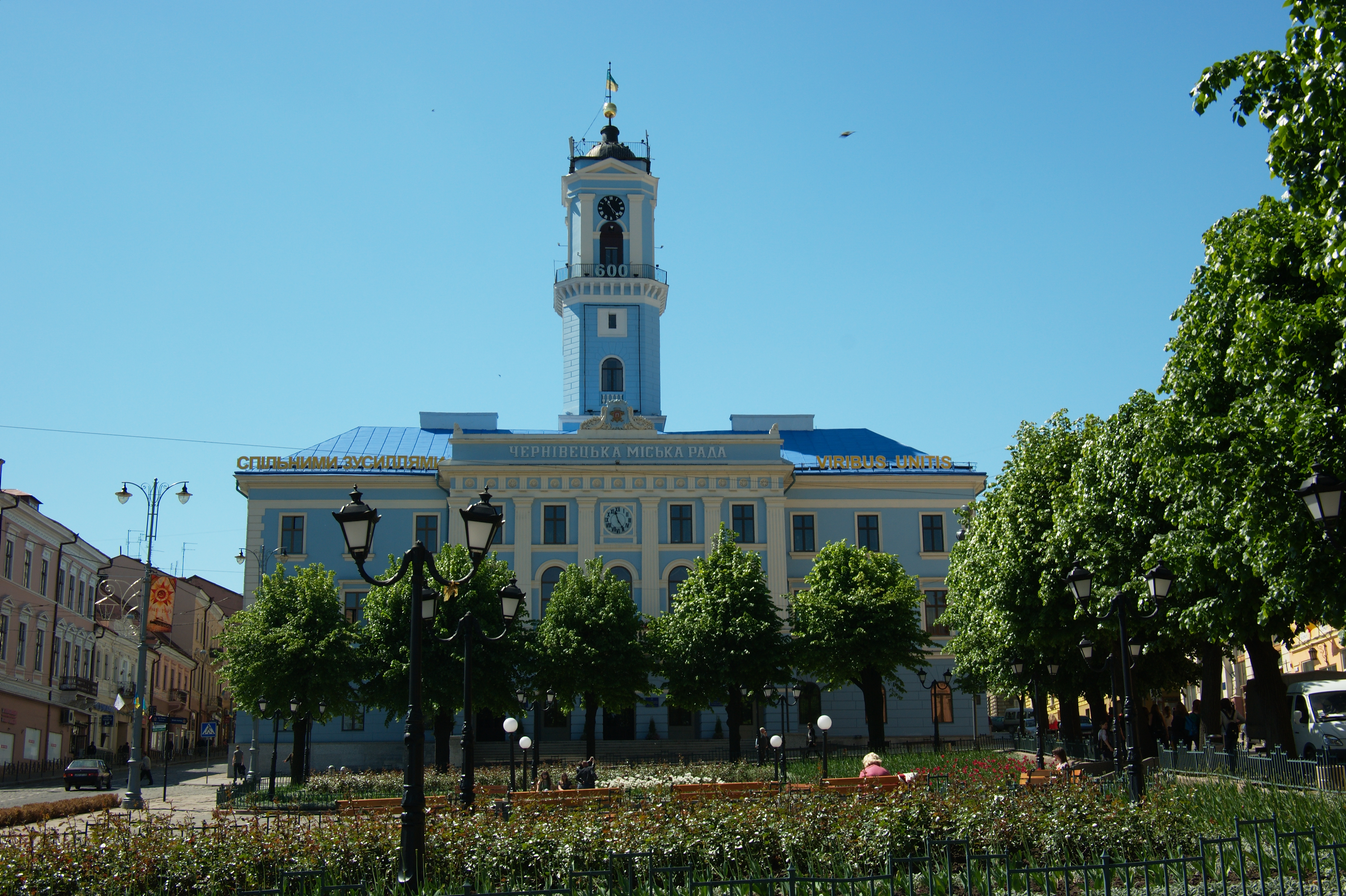
Ajuntament de Txernivtsí
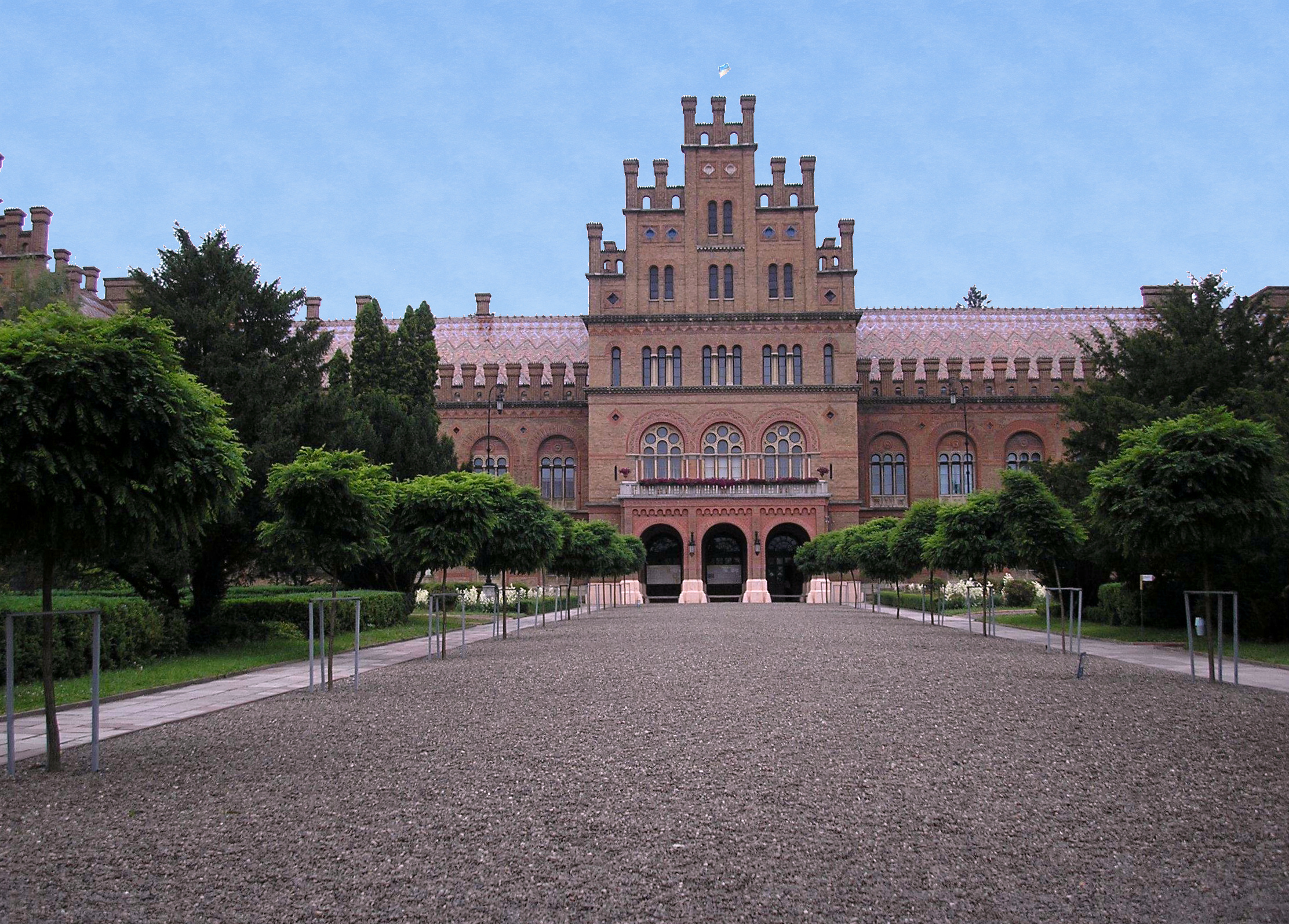
Universitat de Txernivtsí
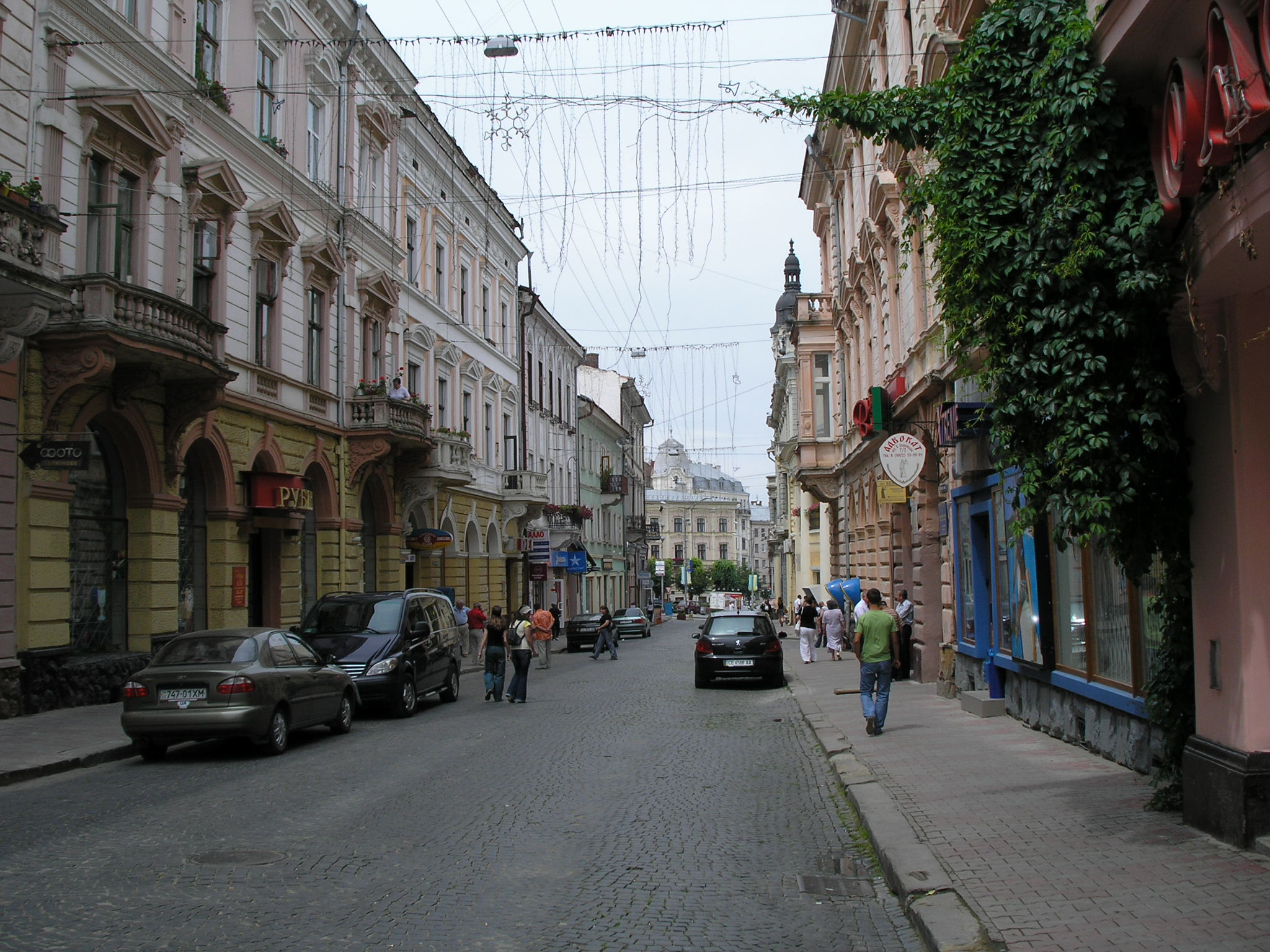
Carrer del centre de la ciutat